# Isidro Casanova
Isidro Casanova é uma cidade da Argentina, localizada na província de Buenos Aires, situada na área metropolitana de Gran Buenos Aires.
A cidade é reconhecida como um tradicional centro da comunidade portuguesa na Argentina e abriga ainda hoje 23 clubes culturais portugueses. Às adjacências da Rua República de Portugal (es: Calle República de Portugal) localiza-se aquela que é considerada a maior comunidade portuguesa da Argentina.